# Großsteingräber bei Nielitz
Die Großsteingräber bei Nielitz waren sechs megalithische Grabanlagen der jungsteinzeitlichen Trichterbecherkultur bei Nielitz, einem Ortsteil von Loitz im Landkreis Vorpommern-Greifswald (Mecklenburg-Vorpommern). Sie tragen die Sprockhoff-Nummern 517–522. Bei allen Anlagen handelt es sich um Großdolmen. Heute sind nur noch die Gräber 3, 5 und 6 erhalten, die restlichen Anlagen sind zerstört. Ein Grab wurde 1976 archäologisch untersucht.

## Lage
Alle Gräber befanden sich etwas mehr als 1 km nördlich von Nielitz auf einem Feld. Die Gräber 1 bis 5 bildeten eine Gruppe. Grab 1 war das östlichste. Die Gräber 4 und 5 lagen 60 m bzw. 120 m westlich hiervon, Grab 2 60 m südsüdwestlich und Grab 3 90 m südwestlich. Grab 6 befindet sich 700 m östlich dieser Gruppe.
Die Anlagen von Nielitz sind Teil einer größeren Gruppe von Megalithgräbern, die sich südwestlich von Greifswald zwischen Dargelin im Osten und Düvier im Westen erstreckt. Die nächsten erhaltenen Anlagen sind die 3 km östlich gelegenen Großsteingräber im Forst Poggendorf.

## Forschungsgeschichte
Die Existenz der Gräber wurde in den 1820er Jahren durch Friedrich von Hagenow handschriftlich erfasst. Seine Notizen, die den Gesamtbestand der Großsteingräber auf Rügen und in Neuvorpommern erfassen sollten, wurden 1904 von Rudolf Baier veröffentlicht. Die Anlagen bei Nielitz wurden dabei nur listenartig aufgenommen. Von Hagenow verzeichnete lediglich fünf Anlagen, das etwas abseits gelegene sechste Grab war ihm entgangen. Im April 1933 nahm Ernst Sprockhoff die Gräber für seinen Altlas der Megalitgräber Deutschlands auf. Ewald Schuldt führte 1972 noch alle Gräber als erhalten. Erika Nagel nahm 1976 an einem der Gräber eine Ausgrabung vor. Hans-Jürgen Beier führte 1991 nur noch drei erhaltene Gräber auf.

## Beschreibung

### Erhaltene Gräber

#### Grab 3
Bei Grab 3 handelt es sich um eine nordost-südwestlich orientierte Grabkammer, die ursprünglich von einem Rollsteinhügel ummantelt war. Auf dem Hügel liegen drei große Steine, bei denen unklar ist, ob es sich um umgestürzte Wandsteine oder um Decksteine handelt.

#### Grab 5
Grab 5 besitzt eine nordost-südwestlich orientierte, ursprünglich von einem länglichen Rollsteinhügel ummantelte Grabkammer. Zwei Wandsteine der nordwestlichen und einer der südöstlichen Langseite sind annähernd in situ erhalten. Neben dem südöstlichen liegt ein weiterer Stein, bei dem es sich entweder um einen Abschluss- oder einen Deckstein handelt.

#### Grab 6
Grab 6 besitzt eine kleine nord-südlich orientierte Grabkammer, die ursprünglich von einem Rollsteinhügel ummantelt war. Es sind drei Wandsteine der östlichen Langseite, ein Wandstein der westlichen Langseite, der nördliche Abschlussstein sowie zwei Decksteine erhalten.

### Zerstörte Gräber

#### Grab 1
Grab 1 besaß eine nord-südlich orientierte Grabkammer, die ursprünglich von einem Rollsteinhügel ummantelt war. Ernst Sprockhoff konnte 1933 noch einen Wandstein und einen Deckstein aufmachen, die beide in situ standen. Er nahm als ursprünglichen Zustand eine Kammer mit drei oder vier Wandsteinpaaren an den Langseiten und einer entsprechenden Zahl von Decksteinen an.

#### Grab 2
Von Grab 2 ließ sich nur ein Haufen in Unordnung liegender Steine feststellen. Eine Rekonstruktion des ursprünglichen Aussehens ist nicht mehr möglich.

#### Grab 4
Grab 4 besaß eine nordost-südwestlich orientierte, ursprünglich von einem Rollsteinhügel ummantelte Grabkammer. Der Hügel hatte einen Durchmesser von 7 m. Sprockhoff stellte noch sechs Steine fest. Der nordwestliche dürfte der Abschlussstein gewesen sein. Er war durch Sprengungen beschädigt, stand aber noch in situ. An der nordwestlichen Langseite befanden sich drei Steine, davon zwei Wandsteine in situ. Der mittlere Stein war entweder ein weiterer Wandstein oder ein Lesestein. Die Ansprache eines Steins als südwestlicher Abschlussstein und eines verschleppten Wandsteins der Südostseite ist unsicher.